# Білоусівка (Середино-Будський район)
Білоусівка — колишнє село в Україні, Середино-Будському районі Сумської області. Орган місцевого самоврядування — Стягайлівська сільська рада.
За переписом 1988 року населення становило 50 осіб.
Рішенням Сумської обласної ради від 19 жовтня 2000 року у зв'язку з переселенням жителів село зняте з обліку.

## Географічне положення
Село знаходиться на лівому березі річки Уличка, вище за течією на відстані 4,5 км розташоване село Василівка, нижче за течією на відстані 3,5 км розташоване село Улиця. За 2,5 км розташоване село Стягайлівка.

## Історичні відомості
Напередодні скасування кріпацтва, 1859 року у власницькому селі Графськосільське (Графське, Білоус, Білоусівка, Нікольськ) Новгород-Сіверського повіту Чернігівської губернії мешкало 239 осіб (118 чоловічої статі та 121 — жіночої), налічувалось 30 дворових господарства, існували православна церква, бурякоцукровий і винокурний заводи, відбувався щорічний ярмарок.
Станом на 1886 у колишньому власницькому селі Протопопівської волості мешкало 323 особи налічувалось 58 дворових господарств, існували православна церква, школа, вітряний млин.
За даними на 1893 рік у поселенні мешкало 479 осіб (254 чоловічої статі та 225 — жіночої), налічувалось 76 дворових господарства.